# Dannevirke (Nowa Zelandia)
Dannevirke (maor. Tāmaki-nui-a-Rua) – miasto w Nowej Zelandii. Położone w środkowej części Wyspy Północnej, w regionie Manawatu-Wanganui, 5539 mieszkańców (dane szacunkowe – styczeń 2010).